# Саїманга синьогорла
Саїманга синьогорла (Anthreptes reichenowi) — вид горобцеподібних птахів родини нектаркових (Nectariniidae). Мешкає в Східній Африці. Вид названий на честь німецького орнітолога Антона Райхенова.

## Підвиди
Виділяють два підвиди:
- A. r. yokanae Hartert, E, 1921 — південно-східна Кенія і східна Танзанія;
- A. r. reichenowi Gunning, 1909 — східне Зімбабве, південний Мозамбік, північний схід ПАР, схід Есватіні.

## Поширення і екологія
Синьогорлі саїманги живуть у вологих рівнинних тропічних лісах, чагарникових заростях на берегах річок та озер та в садах. Зустрічаються на висоті до 1000 м над рівнем моря.

## Поведінка
Синьогорлі саїманги живляться переважно безхребетними, іноді споживають нектар. Сезолн розмноження триває з липня по листопад. В кладці 2-3 яйця.

## Збереження
МСОП класифікує стан збереження цього виду як близький до загрозливого. Синьогорлі саїманги є рідкісним видом. яким загрожує знищення природного середовища.